# Fehérhasú pézsmaszarvas
A fehérhasú pézsmaszarvas (Moschus leucogaster) az emlősök (Mammalia) osztályának párosujjú patások (Artiodactyla) rendjébe, ezen belül a pézsmaszarvasfélék (Moschidae) családjába tartozó veszélyeztetett faj.

## Előfordulása
A fehérhasú pézsmaszarvas megtalálható Afganisztán északi részén és Tibet, Kasmír, Nepál, Bhután és Szikkim területein is. Az állat a magas hegységeket kedveli, 2500 méternél lejjebb nem merészkedik. A legnagyobb veszélyt az állat számára az orvvadászat jelenti.
Korábban az erdei pézsmaszarvas (Moschus chrysogaster) alfajának tekintették.